# همزاسپ سوم ایبری
همزاسپ سوم (پارسی میانه: Hamazāsp، گرجی: ამაზასპ III) یکی از نجیب‌زادگان ساسانی در سده سوم میلادی در زمان حکومت شاپور یکم و شاه ایبری از سال ۲۶۰ تا ۲۶۵ میلادی بود. ریچارد فرای او را اصالتاً ایرانی‌تبار و از خاندان سلطنتی ساسانی می‌داند. از او در سنگ‌نوشته شاپور یکم بر کعبه زرتشت به عنوان شاه وروچان (ایبری) یاد شده‌است.